# Фотемустин
Фотемустин (англ. Fotemustine, лат. Fotemustinum) — синтетичний лікарський препарат, який за своєю хімічною структурою є похідним нітрозосечовини, та застосовується внутрішньовенно.

## Фармакологічні властивості
Фотемустин — синтетичний лікарський засіб, який за своєю хімічною структурою є похідним нітрозосечовини. Механізм дії препарату полягає у дії його активних метаболітів на пухлинні клітини шляхом алкілювання, внаслідок чого відбуваються розриви та зшивка ДНК клітин пухлини, що призводить до зупинки мітозу та до втрати можливості реплікації ДНК клітинами пухлин, діє також на білки злоякісних пухлин шляхом їх карбомоїлірування. Наслідком дії препарату є гальмування росту пухлини. Проте фотемустин є менш генотоксичним препаратом, ніж перший препарат із похідних нітрозосечовини — кармустин, фотемустин має також меншу мутагенну активність та створює менше клітинних трасформацій, а завдяки особливостям своєї хімічної структури краще проникає в клітини пухлин, та має менший мієлотоксичний ефект. Фотемустин застосовується як для лікування злоякісної меланоми, у тому числі з метастазуванням, так і для лікування первинних пухлин головного мозку. Досліджується можливість застосування фотемустину при раку легень, молочної залози, колоректальної зони та злоякісних лімфом.

### Фармакокінетика
Фотемустин швидко всмоктується після внутрішньовенного застосування. Препарат добре розподіляється в більшості тканин організму, проникає через гематоенцефалічний бар'єр, плацентарний бар'єр та грудне молоко. Фотемустин погано (на 25—30 %) зв'язується з білками плазми крові. Препарат метаболізується в печінці. Виводиться фотемустин із організму переважно із сечею, частково із повітрям, яке видихається, та із жовчю. Період напіввиведення препарату із плазми крові становить лише 7 хвилин.

## Покази до застосування
Фотемустин застосовують для лікування злоякісної меланоми, у тому числі з метастазуванням, та для лікування первинних пухлин головного мозку.

## Побічна дія
При застосуванні фотемустину побічні ефекти спостерігаються рідше, ніж при застосуванні подібних за хімічною структурою хіміотерапевтичних препаратів, найчастшими з яких є зворотні та дозозалежні тромбоцитопенія, анемія та лейкопенія, при комбінованій терапії з іншими хіміотерапевтичними препаратами частим побічним ефектом є також нейтропенія. Іншими побічними ефектами фотемустину є:
- Алергічні реакції та з боку шкірних покривів — свербіж шкіри, алергічні реакції, гарячка.
- З боку травної системи — дуже часто нудота і блювання до 2годин після введення препарату, діарея, біль у животі.
- З боку нервової системи та органів чуттів — парестезії, порушення смаку, порушення свідомості.
- Зміни в лабораторних аналізах — підвищення рівня сечовини і креатиніну в крові, підвищення рівня білірубіну в крові, підвищення рівня активності амінотрансфераз і лужної фосфатази в крові.
- Інші побічні ефекти — флебіт у місці введення препарату.

## Протипокази
Фотемустин протипоказаний при підвищеній чутливості до препарату та інших похідних нітрозосечовини, вагітності та годуванні грудьми, протягом 3 тижнів після застосування дакарбазину, одночасне застосування вакцини проти жовтої гарячки.

## Форми випуску
Фотемустин випускається у вигляді порошку для приготування розчину для внутрішньовенних ін'єкцій у флаконах по 208 мг. Реєстрація фотемустину в Україні закінчилась у лютому 2015 року.